# Milka Hartman
Milka Hartman, slovenska pesnica, skladateljica, župnijska gospodinja in učiteljica gospodinjstva * 11. februar 1902, Libuče pri Pliberku, † 19. junij 1997, Libuče.
Hartmanova je po osnovni šoli ostala pri starših doma na kmetiji. V družini je vladala močna ljubezen do petja in glasbe. To se je preneslo tudi na Milko, ki je že zelo zgodaj začela sodelovati v izobraževalnem društvu, v Marijini družbi in pevskem zboru. Želja po šolanju ji ni dala miru, želela je na učiteljišče. Prva svetovna vojna je preprečila njene namene. Kmalu se je morala soočiti s plebiscitnimi spori in z izgonom slovenske izobraženske plasti iz Koroške, s posledicami gospodarske krize v dvajsetih letih, z nemškonacionalnim zapostavljanjem, tako kot Slovenka kot tudi kot ženska, ter je že ob povsem nedolžnih prireditvah, kot so kuharski tečaji, prišla pod nadzor Hitlerjevih pristašev.
Leta 1925 je v Ljubljani končala gospodinjsko šolo, nato pa je na Koroškem, Zagorju, Škofji Loki, Hrastniku, Bledu in Celju vodila razne gospodinjsko-kuharske in pevske tečaje. Delala je v zelo slabih pogojih. Med drugo svetovno vojno so tečaje v Avstriji prepovedali, zato se je zaposlila kot gospodinja pri župniku T. Holmarju v Št. Jakobu. Po vojni je leta 1947 Slovenska prosvetba zveza ponovno pričela prirejati njene tečaje in spet je postala potujoča učiteljica. Kuharske tečaje je vodila vse do leta 1956, ko ji je bolezen preprečila opravljanje te dejavnosti. V pliberški župniji je z otroki pripravljala proslave ob raznih praznovanjih in jih spremljala na kitaro ter s petjem.
Hartmanova je že zelo mlada pričela pisati pesmi, v katerih je izražala ljubezen do fantov, domovine, narave in vere. Je ustvarjalka nad 860 umetnih liričnih pesmi. Pisala je tudi prigodnice. Nekatere pesmi je tudi uglasbila in prijele so se med ljudmi ter postale kar ponarodele. Svojo prvo pesem Bandrovka je objavila v Koroškem Slovencu leta 1930, njena prva pesniška zbirka Dekliške pesmi pa je izšla 1934.
Za njenega življenja je bilo objavljenih 1786 pesmi, črtic, opisov, uglasbitev, enot (Sturm 1995: 197), po njeni smrti je število pesmi naraslo na okoli 2500 enot (Sturm 2004: 43), precej pa je še neobjavljenih in ohranjenih v zasebnih arhivih in zapuščinah (Makarovič 2004: 634–639).

## Nagrade
- Literarna nagrada »Vstajenje« revije Mladika, Trst 1973
- Podelitev poklicnega naslova profesor iz rok zveznega predsednika Rudolfa Kirchschlägerja, 1983
- Nagrada Joška Tischlerja, Celovec 1984
- Priznanje Osvobodilne fronte slovenskega naroda, Ljubljana 1986